# Johanna Obermüller
Johanna Obermüller (* 20. Mai 1938 in Timișoara, Königreich Rumänien) ist eine rumäniendeutsche bildende Künstlerin.

## Leben
Obermüller wuchs während des Zweiten Weltkriegs in Immenstadt im Allgäu auf. Sie studierte von 1958 bis 1963 an der Akademie der Bildenden Künste München sowie Kunstgeschichte an der Ludwig-Maximilians-Universität München.
Nach dem Studium arbeitete sie bis 1980 in Regensburg als Kunsterzieherin, legte 1965 das zweite Staatsexamen für Kunstpädagogik ab und ist seit 1980 als freie Künstlerin tätig. Ihre ursprünglichen Arbeitsschwerpunkte waren Malerei, Objektkunst und Radierung. Als Stipendiatin war sie 1988, 1989 und 1993 am Virginia Center for the Creative Arts und 1994 Aufenthalt in Jerusalem-Mishkenot Sha’ananim. 1992 stellte sich Obermüller zusammen mit Manfred G. Dinnes und dem Bundesverband Bildender Künstlerinnen und Künstler (BBK) schützend vor den Künstler Erwin Eisch gegen rechtsradikale Angriffe. Seit 2000 widmet sie sich vorwiegend den Neuen Medien und dem Kommunikationsdesign.
Obermüller ist Mitglied der GEDOK München, des BBK Niederbayern/Oberpfalz, der Künstlergilde Esslingen sowie der Gruppen KUNST.STOFF und UEKI. Ihre Arbeiten befinden sich unter anderem im Museum der Stadt Regensburg, im Universitätsklinikum Regensburg sowie in der Universität Regensburg, in der Universität Passau, in der Ostbayerischen Technischen Hochschule Regensburg, bei der Regierung der Oberpfalz, in der Staatlichen Sammlung der Veste Coburg, im Museum Louisville Water Tower und im Muzeum Sztuki w Łodzi. Sie stellte ihre Arbeiten seit 1967 in Europa, Asien und Amerika aus.
Obermüller lebt in Pentling.

## Auszeichnungen
- 1976: Kulturförderpreis der Stadt Regensburg
- 1980: Förderpreis zum Lovis-Corinth-Preis, Künstlergilde Esslingen
- 2000: Kulturpreis der Stadt Regensburg